# Wojna z Lwem Północy
Wojna z Lwem Północy – powieść napisana przez polskiego pisarza Ryszarda Jegorowa w 1989. 
Akcja książki dzieje się w XVII-wiecznej Polsce za czasów panowania Zygmunta III Wazy. Tytułowym Lwem Północy jest król szwedzki Gustaw II Adolf. Książka opowiada o kampanii polsko-szwedzkiej (1626–1629). Przygody bohaterów łączą się z autentycznymi wydarzeniami i postaciami.